# جيف نيف
جيف نيف (بالإنجليزية: Jef Neve)‏ (و. 1977 – م) هو عازف بيانو، وعازف جاز من بلجيكا. ولد في تورنهاوت.

## وصلات خارجية
- جيف نيف على موقع IMDb (الإنجليزية)
- جيف نيف على موقع ألو سيني (الفرنسية)
- جيف نيف على موقع ميوزك برينز (الإنجليزية)
- جيف نيف على موقع أول ميوزيك (الإنجليزية)
- جيف نيف على موقع ديسكوغز (الإنجليزية)